# Барр (Массачусетс)
Барр (англ. Barre) — місто (англ. town) в США, в окрузі Вустер штату Массачусетс. Населення — 5530 осіб (2020).

## Демографія
Згідно з переписом 2010 року, у місті мешкало 5398 осіб у 2025 домогосподарствах у складі 1411 родини. Було 2176 помешкань
Расовий склад населення:
| - 96,4 % — білих - 1,1 % — чорних або афроамериканців - 0,5 % — азіатів - 0,2 % — корінних американців |

До двох чи більше рас належало 1,3 %. Частка іспаномовних становила 1,9 % від усіх жителів.
За віковим діапазоном населення розподілялося таким чином: 25,6 % — особи молодші 18 років, 61,9 % — особи у віці 18—64 років, 12,5 % — особи у віці 65 років та старші. Медіана віку мешканця становила 40,4 року. На 100 осіб жіночої статі у місті припадало 102,1 чоловіків; на 100 жінок у віці від 18 років та старших — 97,2 чоловіків також старших 18 років.
Середній дохід на одне домашнє господарство становив 93 727 доларів США (медіана — 69 432), а середній дохід на одну сім'ю — 112 340 доларів (медіана — 92 963). Медіана доходів становила 60 664 долари для чоловіків та 47 038 доларів для жінок. За межею бідності перебувало 5,7 % осіб, у тому числі 5,7 % дітей у віці до 18 років та 2,0 % осіб у віці 65 років та старших.
Цивільне працевлаштоване населення становило 2986 осіб. Основні галузі зайнятості: освіта, охорона здоров'я та соціальна допомога — 27,9 %, науковці, спеціалісти, менеджери — 10,8 %, мистецтво, розваги та відпочинок — 10,7 %.